# Operation Sverige
Operation Sverige var en svensk tidskrift som utkom mellan 1969 och 1979 och utgav sig för att vara "stödorgan för den religiöst och politiskt obundna opinionsrörelsen Operation Sverige". Chefredaktör och ansvarig utgivare var Sune Lyxell. Medverkade i tidningen gjorde bland annat Christopher Jolin, Lennart Hane och Tommy Hansson. Tidningen, som utgjorde ett forum för flera av svensk extremhögers mer etablerade namn bedrev bland annat kampanjer mot abort, pornografi och socialdemokratins "planer på att införa socialistisk diktatur". Tidningen hyllade även militärkuppen i Chile 1973 då denna ansågs ha räddat Chile undan en "kommunistisk diktatur". Tidningen bytte 1980 namn till Operation Skandinavia.

## Skribenter i Operation Sverige (urval)
Dessa är några av de som skrivit i Operation Sverige:
- Alf Enerström
- Göran Englund
- Lennart Hane
- Birger Hagård
- Tommy Hansson
- Hugo Hegeland
- Gustaf Petrén
- Sven Rydenfelt
- Carl Eric Almgren[1]